# Salmon P. Chase
Salmon Portland Chase (Cornish, New Hampshire, 1808. január 13. – New York, N.Y., 1873. május 7.) amerikai politikus, jogász, szenátor, kormányzó, pénzügyminiszter, majd az Egyesült Államok főbírája.

## Élete
1808. január 13-án született a New Hampshire-i Cornish városában. Édesapját kilencesztendős korában elveszítette, ezután nagybátyja, Philander Chase püspök nevelte. Iskoláit New Hampshire-ben, Ohióban és Vermontban végezte.
1830-ban Cincinnati városába költözött és jogászként tevékenykedett. A harmincas évek közepétől a rabszolga-felszabadítás híve lett.
1849-55 között Ohio szenátora volt, majd az állam kormányzója lett. (1856-1860)
1860-ban pályázott a Republikánus Párt elnökjelöltségére, de alulmaradt.
Abraham Lincoln elnök beiktatása után felkérte őt pénzügyminiszternek. Ezt a pozíciót 1861-1864 között töltötte be.
1864-ben az USA Legfelsőbb Bíróságának főbírája lett, egészen haláláig.
1873. május 7-én hunyt el New Yorkban. Washingtonban temették el, de később Cincinnatiben helyezték végső nyugalomra.

## Érdekességek
- Nevéhez fűződik az USA bankrendszerének és bankjegykibocsátásának reformja.
- A Chase Manhattan Bank (mostani nevén JPMorgan Chase) az USA négy legnagyobb bankjának egyike, róla kapta a nevét.
- Chase megyét (Kansas állam) szintén róla nevezték el.
- A 10.000 dolláros bankjegy előoldalán az ő arcképe szerepel.
- Hivatali idejében - javaslatára - kezdték az "In God We Trust" feliratot a papírpénzekre nyomtatni